# Trochalus fulvicornis
Trochalus fulvicornis är en skalbaggsart som beskrevs av Moser 1926. Trochalus fulvicornis ingår i släktet Trochalus och familjen Melolonthidae. Inga underarter finns listade i Catalogue of Life.